# Encyocrypta tillieri
Espèce
Encyocrypta tillieri est une espèce d'araignées mygalomorphes de la famille des Barychelidae.

## Distribution
Cette espèce est endémique de Nouvelle-Calédonie. Elle se rencontre sur la Dent de Saint-Vincent.

## Description
La femelle holotype mesure 16 mm.

## Étymologie
Cette espèce est nommée en l'honneur de Simon Tillier.

## Publication originale
- Raven & Churchill, 1991 : A revision of the mygalomorph spider genus Encyocrypta Simon in New Caledonia (Araneae Barychelidae). Zoologia Neocaledonica, vol. 2, Mémoires du Muséum National d'Histoire Naturelle de Paris, sér. A, vol. 149, p. 31-86.